# Hydrobotanika
Hydrobotanika – dział botaniki i hydrobiologii zajmujący się badaniem roślin wodnych oraz ich zbiorowisk. Tradycyjnie działem hydrobotaniki jest nauka o glonach, czyli fykologia.